# Springfield M1903A3
El Springfield M1903A3, fue un fusil de cerrojo fabricado en los Estados Unidos.

## Historia
El Springfield M1903 permaneció en servicio durante la Primera Guerra Mundial y fue sometido a una operación cosmética en 1929, cuando se le cambió la culata y se convirtió en el Springfield M1903A1. Cuando estalló la Segunda Guerra Mundial, no obstante, se hizo necesaria una gran cantidad de fusiles para la infantería, y el M1903 fue rediseñado para su producción en masa. Entre los cambios introducidos están el uso de piezas de chapa de acero estampada donde era posible, pero los cambios exteriores más obvios fueron la eliminación del punto de mira tipo hoja sobre el cañón y la sustitución de su alza tipo escalera por un alza de abertura sobre el puente del cajón de mecanismos, así como la eliminación del surco para los dedos en el guardamanos. La nueva alza, ajustable en horizontal, estaba graduada hasta 732 m. Se produjeron alrededor de 950.000 unidades de esta arma entre 1942 y 1944, año que la producción se centró en el fusil M1 Garand.